# نادي فادو
نادي فادو (بالإيطالية: F.C. Vado)‏، نادي كرة قدم إيطالي يقع في مدينة فادو ليغوري في إيطاليا، تأسس عام 1913 ويلعب حاليا في الدوري الإيطالي الدرجة الرابعة.
خلال تاريخ النادي استطاع الفوز بلقب كأس إيطاليا مرة واحدة وكان ذلك في موسم 1922 بعدما تغلب على نادي أودينيزي في المباراة النهائية.